# Mauro Nardoni
Mauro Nardoni (Roma, 18 febbraio 1945 – Roma, 22 febbraio 1993) è stato un calciatore italiano, di ruolo attaccante.

## Biografia
È morto, dopo una grave malattia, nel 1993.

## Carriera
Esordisce in Serie A nelle file della Roma l'11 aprile 1965, durante la partita Genoa-Roma. In Serie A ha giocato quattro stagioni con le maglie di Roma, Lanerossi Vicenza e Brescia, per un totale di 16 presenze senza reti all'attivo.
Ha inoltre disputato 114 incontri con 19 reti all'attivo in Serie B nelle file di Palermo, Livorno e Brescia, con cui ha ottenuto la promozione in massima serie al termine della stagione 1968-1969.